# Aloe Blacc

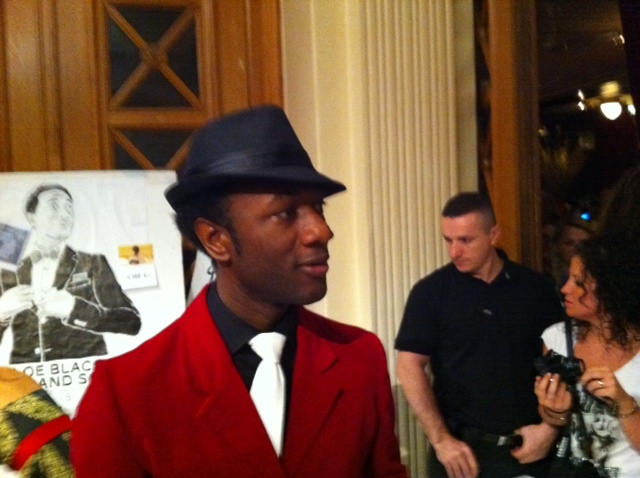
Aloe Blacc dopo un concerto

Aloe Blacc, nato Egbert Nathaniel Dawkins III (Newport Beach, 7 gennaio 1979), è un cantante e musicista statunitense che si cimenta in più generi come il soul e il jazz. Nato in California, ha iniziato la sua carriera musicale nel 1995 come rapper nel gruppo indie degli Emanon. Nel 2006 ha cominciato la propria carriera solista. I suoi singoli di maggior successo sono The Man e la collaborazione con Avicii Wake Me Up, tuttavia ha ottenuto risultati positivi anche con singoli come I Need a Dollar e SOS.

## Biografia

### Esordi, Emanon, Shine Through (1995 - 2009)
È nato nella contea di Orange, in California, da genitori panamensi. Si è avvicinato al mondo della musica durante l'adolescenza, iniziando a suonare con una tromba a noleggio: il momento in cui suo padre glie la comprò è stato descritto dall'artista come il punto cruciale di svolta, il momento in cui ha capito di essere destinato alla carriera di musicista. Alla fine degli anni '90 ha collaborato alle incisioni del gruppo francese Jazz Liberatorz.
Ha iniziato la sua carriera nel 1995, come rapper nel gruppo americano hip hop Emanon. Il duo ha pubblicato sei album in totale. Lo stile della band era quello di mescolare la musica hip-hop con un suono jazz, e la sua attività si è protratta fino al 2002. Nel 2016 il duo ha dato luogo ad una reunion in occasione della quale ha pubblicato il suo sesto album Dystopia.
Nel 2003 Blacc ha pubblicato i suoi primi 2 EP The Aloe Blacc EP e The Aloe Blacc EP 2: Me and My Music. Sarà tuttavia soltanto nel 2006 che Blacc avrà modo di firmare un contratto con la Stones Throw Records, pubblicando consequenzialmente Il suo album di debutto, intitolato Shine Through, l'11 luglio 2006. L'album ha ottenuto un riscontro estremamente positivo presso la critica professionista.
Tra 2006 e 2009 ha collaborato con il gruppo giapponese Cradle Orchestra per alcuni pezzi contenuti nei loro album e per il progetto Bee - Open your mind.

### Good Things, Wake Me Up (2010 - 2013)
Nel 2010 ha pubblicato il singolo I Need A Dollar che, grazie anche al suo inserimento nella colonna sonora dello show di HBO How To Make It In America, per il quale è stato composto su commissione, ottiene un notevole successo internazionale e venduto 1 milione di copie. Segue la pubblicazione dell'album Good Things, da cui vengono successivamente estratti altri singoli che confermano il successo di Blacc in Europa. Grazie a questo successo, Blacc ha conquistato una notevole popolarità, che lo ha portato ad esibirsi in manifestazioni molto rilevanti, come Glastonbury nel 2011 e Lollapalooza nel 2012.
Nel 2011 contribuisce all'album Red Hot + Rio 2, realizzato per raccogliere fondi da devolvere per associazioni che si occupano delle persone malate di AIDS e dello sviluppo di cure migliori per la patologia. Nel 2012 ha collaborato con alcuni musicisti francesi, guidati dal dj Emile Omar di Radio Nova, alla registrazione dell'album Roseaux, contenente undici cover reinterpretate in chiave soul.
Sempre nel 2012 Blacc conosce Avicii grazie all'amico comune Mike Shinoda: l'artista ed il DJ collaborano per il singolo Wake Me Up, che diventa una hit planetaria di grandissimo successo, nonché la più grande hit di entrambi. Nel 2013 firma un contratto con Universal Music Group e Interscope e pubblica 2 EP: Energy Live Session: Aloe Blacc & the Grand Scheme e Wake Me Up EP: da quest'ultimo lavoro viene estratto il singolo The Man, che ottiene un forte successo commerciale entrando nella top 10 della Billboard Hot 100 e raggiungendo la vetta della classifica britannica. Sempre nel 2013 partecipa ad un programma televisivo di ABC chiamato Foundation's Healing Power of Music Initiative insieme ad altre persone immigrate, per scopi umanitari.

### Lift Your Spirit, Christmas Funk, All Love Everything (2014 - presente)
Nel 2014 viene pubblicato l'album Lift Your Spirit, supportato dal singolo Here Today. Il disco include anche i brani già inseriti in Wake Me Up EP. Nel 2014 realizza il brano The World is Ours per la compilation One Love, One Rhythm, realizzato in qualità di colonna sonora dei mondiali di calcio e riceve una nomination ai Grammy per il precedente album. Sempre nel 2014 debutta come attore nel film Get on Up - La storia di James Brown. Nel 2015 realizza il brano Verge in collaborazione con Owl City. Nel 2016, in contemporanea alla reunion degli Emanon, contribuisce alla colonna sonora del film Race - Il colore della vittoria con il brano Late The Game Begin.
Nel 2017 ha collaborato con Tiësto nel singolo Carry You Home, per poi tornare a lavorare come solista pubblicando sia degli stand-alone singles (Make Way e Blookyn In The Summer) che un album natalizio, Christmas Funk. Nel 2019 ha collaborato nel brano postumo di Avicii, SOS, con il giovane DJ Mesto per Don’t Worry e con Mathieu Koss per Never Growing Up. Sempre nel 2019 esce il brano Getting Started realizzato in collaborazione con il rapper J.I.D. e realizzato per la colonna sonora del film Fast & Furious - Hobbs & Shaw, ed ha pubblicato diversi stand-alone singes.
Il 2 ottobre 2020 viene pubblicato l'album All Love Everything, anticipato dai singoli I Do, My Way e Hold On Tight. Nel 2021 pubblica il brano Believe per la colonna sonora di The Rescue. Nel 2022 collabora coi DJ Sam Feldt e David Solomon nel singolo Future in Your Hands.

## Vita privata
Aloe Blacc è sposato con la rapper Maya Jupiter. La coppia ha due figli: una femmina e un maschio.

## Discografia

### Solista
- The Aloe Blacc EP (2003)
- Shine Through (2006)
- Good Things (2010)
- Lift Your Spirit (2014)
- All Love Everything (2020)

### Emanon (Aloe Blacc & Exile)
- Stretch Marx (1995) cassette
- Imaginary Friends (1996) cassette
- PSI, Outside looking in (1997)
- Dawns Second Coming (1998) cassette
- Acid 9 (1998)
- Mc's Like Me (1999)
- Anon & On (2002)
- The Waiting Room (2004)

### Bee (Aloe Blacc & Cradle)
- Open Your Mind (2009)

## Filmografia
- Get on Up - La storia di James Brown (Get on Up), regia di Tate Taylor (2014)

## Doppiatori italiani
- Dimitri Winter in Get on Up - La storia di James Brown